# دلقک‌ماهی سد مرجانی
دلقک‌ماهی سد مرجانی (نام علمی: Amphiprion akindynos) نام یک گونه از سرده دواره‌ای‌ها است.